# Грюмбергер (лунный кратер)
Кратер Грюмбергер (лат. Gruemberger) — большой глубокий и древний ударный кратер в южном полушарии видимой стороны Луны. Название присвоено в честь австрийского астронома Кристофа Грюмбергера (1561—1636) и утверждено Международным астрономическим союзом в 1935 г. Образование кратера относится к донектарскому периоду.

## Описание кратера

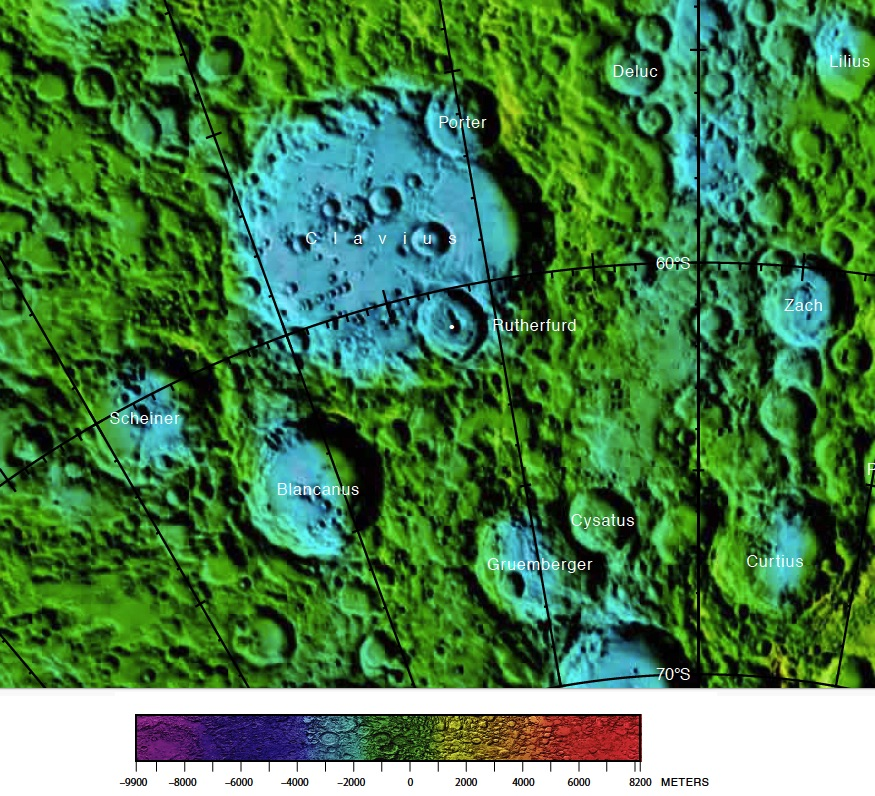
Окрестности кратера Грюмбергер. Фрагмент карты видимой стороны Луны.

Ближайшими соседями кратера являются кратер Бланкан на западе-северо-западе, кратеры Резерфурд и Клавий на севере, кратер Цах на северо-востоке, кратер Курций на востоке, кратер Морет на юге-юго-востоке, кратер Клапрот на юго-западе. Селенографические координаты центра кратера 67°02′ ю. ш. 10°18′ з. д. / 67,04° ю. ш. 10,3° з. д., диаметр 91,5 км, глубина 5,14 км.
Кратер имеет циркулярную форму, за долгое время своего существования значительно разрушен, очертания вала сглажены. Северо-восточная часть вала перекрыта кратером Цизат, остальные части вала и чаша испещрены множеством мелких кратеров. Высота вала над окружающей местностью составляет 1440 м, объем кратера составляет приблизительно 8400 км³. Дно чаши кратера неровное, в юго-западной части чаши находится сателлитный кратер Грюмбергер A (см.ниже). 
Вследствие близости к южному полюсу Луны кратер имеет искаженную форму при наблюдениях с Земли.

## Сателлитные кратеры

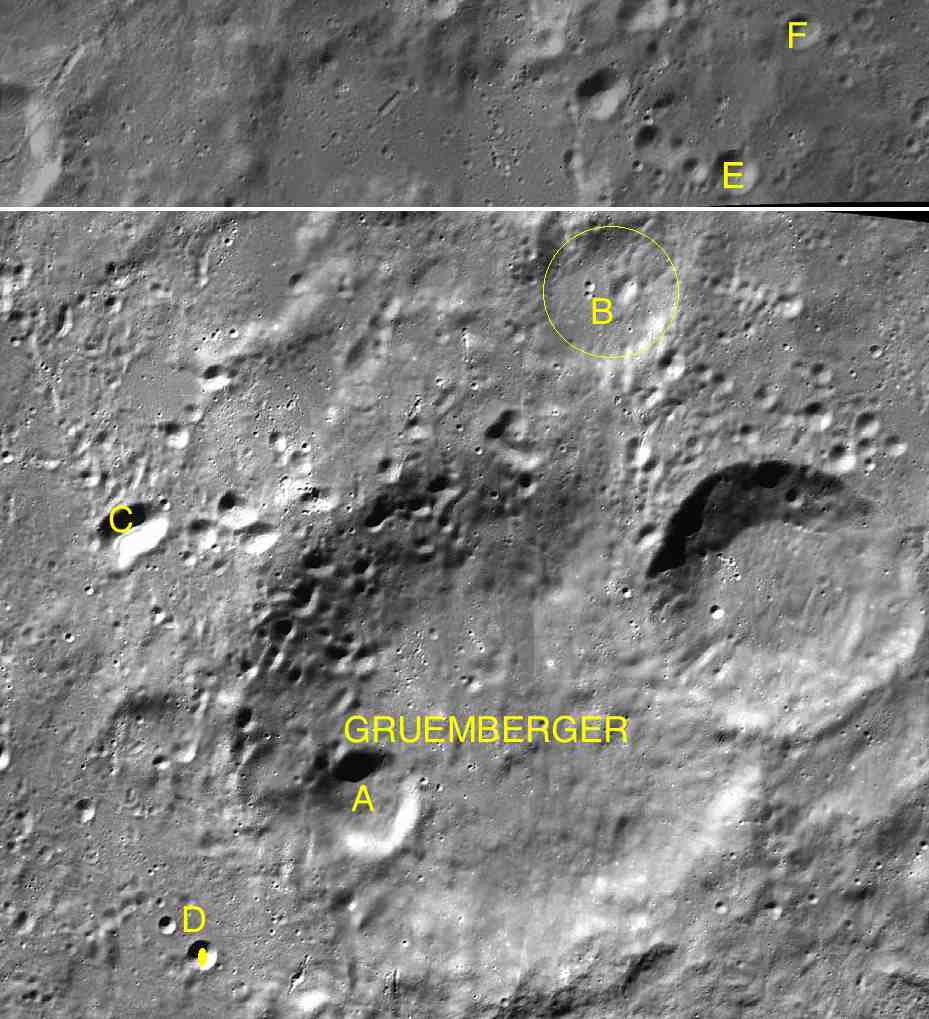
Фрагменты карт LAC-126, LAC-137.

| Грюмбергер | Координаты                                            | Диаметр, км |
| ---------- | ----------------------------------------------------- | ----------- |
| A          | 67°30′ ю. ш. 12°13′ з. д. / 67,5° ю. ш. 12,21° з. д.  | 18,9        |
| B          | 64°35′ ю. ш. 9°09′ з. д. / 64,58° ю. ш. 9,15° з. д.   | 28,7        |
| C          | 65°54′ ю. ш. 15°24′ з. д. / 65,9° ю. ш. 15,4° з. д.   | 9,5         |
| D          | 68°21′ ю. ш. 14°41′ з. д. / 68,35° ю. ш. 14,68° з. д. | 5,4         |
| E          | 63°49′ ю. ш. 7°19′ з. д. / 63,82° ю. ш. 7,32° з. д.   | 7,8         |
| F          | 63°02′ ю. ш. 6°26′ з. д. / 63,03° ю. ш. 6,43° з. д.   | 6,6         |